# Omkara
Pour plus de détails, voir Fiche technique et Distribution.
Omkara est la première adaptation à Bollywood de la pièce Othello de Shakespeare. L’histoire est transposée dans le milieu rural de l’Inde actuelle. Ce film multi-stars de Vishal Bhardwaj est sorti le 28 juillet 2006 en Inde.

## Argument
Omkara (Ajay Devgan), chef de gang travaillant pour un parti politique dirigé par Bhaisaab (Naseeruddin Shah), a sous ses ordres Kesu Phirangi (Vivek Oberoi) et Lagda Tyagi (Saif Ali Khan). Alors qu’Omkara accède à une position plus « légitime » dans le parti, il nomme Kesu pour lui succéder. Lagda, jaloux de ce choix, conçoit une conspiration diabolique pour se venger d’Omkara et de Kesu. De retour à leur village, Lagda va mettre son plan à exécution en incluant à leur insu Indu (Konkona Sen Sharma), sa propre femme, Dolly (Kareena Kapoor), femme d’Omkara et Billo (Bipasha Basu), la maîtresse de Kesu.

## Fiche technique
- Titre : Omkara
- Langues : Hindî
- Réalisateur : Vishal Bhardwaj
- Scénario : Vishal Bhardwaj, inspiré de William Shakespeare
- Dialogues : Abhishek Chaubey, Vishal Bhardwaj
- Producteur : Kumar Mangat
- Pays : Inde
- Sortie : 28 juillet 2006
- Musique : Vishal Bhardwaj
- Paroles : Gulzar
- Durée : 155 min
- Costumes : Dolly Ahluwalia
- Chorégraphies : Bhushan Lakhandri, Ganesh Acharya

## Distribution
| Acteur             | Rôle                  | Personnage dans la pièce de Shakespeare |
| ------------------ | --------------------- | --------------------------------------- |
| Ajay Devgan        | Omkara ‘Omi’ Shukla   | Othello                                 |
| Saif Ali Khan      | Ishwar ‘Langda’ Tyagi | Iago                                    |
| Vivek Oberoi       | Keshav 'Kesu' Firangi | Cassio                                  |
| Kareena Kapoor     | Dolly Mishra          | Desdémone                               |
| Konkona Sen Sharma | Indu                  | Émilia                                  |
| Bipasha Basu       | Billo Chamanbahar     | Bianca                                  |
| Naseeruddin Shah   | Bhaissab              | Le Doge de Venise                       |
| Deepak Dobriyal    | Rajju                 | Roderigo                                |

## Chansons
Le film contient 7 chansons composées par le réalisateur Vishal Bhardwaj sur des paroles de Gulzar :
- Omkara – Sukhvinder Singh
- O Saathi Re – Shreya Ghoshal, Vishal Bhardwaj
- Beedi – Sunidhi Chauhan, Sukhvinder Singh, Nachiketa Chakraborty, Cinton Cerejo
- Jag Ja – Suresh Wadkar
- Namak – Rekha Bharadwaj, Rakesh Pandit
- Naina – Rahat Fateh Ali Khan
- Laakad – Rekha Bharadwaj

## Autour du film
- Omkara est la seconde adaptation d'une pièce de Shakespeare par Vishal Bhardwaj après Maqbool, adaptation de Macbeth.
- Bien qu’Omkara soit une transposition d’Othello en Inde, Vishal Bhardwaj n'a pris que peu de liberté par rapport à l'intrigue de la pièce originelle. Il a gardé la première scène de la pièce comme scène d'ouverture du film, lorsque Langda apprend à Rajju, sur le point de se marier avec Dolly, que sa future femme est déjà liée à Omkara.
- 10 minutes d’extraits du film ont été présentés au Festival de Cannes 2006.
- La performance d’acteur de Saif Ali Khan a été particulièrement saluée par les critiques indiens lors de la sortie du film.